# Voraptus
Voraptus is een geslacht van spinnen uit de  familie van de Zoridae (stekelpootspinnen).

## Soorten
- Voraptus aerius Simon, 1898
- Voraptus affinis Lessert, 1925
- Voraptus exilipes (Lucas, 1858)
- Voraptus extensus Lessert, 1916
- Voraptus orientalis Hogg, 1919
- Voraptus tenellus (Simon, 1893)